# 道の駅北の関宿安芸高田
道の駅北の関宿安芸高田（みちのえき きたのせきじゅくあきたかた）は、広島県安芸高田市美土里町横田にある広島県道64号三次美土里線の道の駅である。

## 沿革

### 年表
- 2004年（平成16年）1月 - 開駅。
- 2016年（平成28年）3月15日 - 安芸高田市内の公共施設では初となる電気自動車（EV）用急速充電器を設置し、運用開始[1]。

## 施設
- 駐車場 : 68台
  - 普通車 : 61台
  - 大型車 : 7台
  - 身障者用 : 4台
- トイレ
  - 男 : 大 2器・小 3器
  - 女 : 2器
  - 身障者用 : 1器
- 公衆電話 : 1台
- 電気自動車（EV）用急速充電器 : 1基 [1]
- レストラン「ながいきラーメン食堂」
- 喫茶店（11:00 - 19:00）
- 売店
- コンビニエンスストア（ローソン （ローソン・ポプラ）高田インター店、24H）
  - コンビニATM（ローソン銀行）
- 休憩所
- 公園
- 情報コーナー
- 乳幼児用施設 : ベビーベッド

### 休館日
- 年中無休

## アクセス
- 広島県道64号三次美土里線 - 登録路線
  - 三次市粟屋町（国道54号） - 安芸高田市高宮町 - 安芸高田市美土里町（道の駅北の関宿安芸高田・中国自動車道 高田IC） - 高田インター（西）交差点（広島県道・島根県道6号吉田邑南線）
- 広島県道・島根県道6号吉田邑南線 - 高田インター（西）交差点から広島県道64号三次美土里線を経由
  - 安芸高田消防署前交差点（国道54号 安芸高田市吉田町吉田） - 高田インター（西）交差点（安芸高田市美土里町横田） - 下田所交差点（国道261号 邑南町下田所）
- E2A 中国自動車道・高田IC
  - 三次東JCT（三次東IC / 尾道自動車道 / 松江自動車道）方面 - 三次IC - 高田IC - 千代田IC - 千代田JCT（浜田自動車道） - 広島北JCT（広島自動車道） - 山口JCT方面

- 中国自動車道（高速バス）美土里バスストップから約3km
- JR芸備線甲立駅からタクシーで約15分[2]

### 高田インターバスセンター
本施設に併設しているバスターミナルとして、高田インターバスセンターがあり、お太助バスが発着している。
- お太助バス（吉田方面 - 高田IC - 美土里中央方面）
  - 風の谷内山線（芸北タクシー）
  - 美土里中央線（芸北タクシー）
  - 曽我神社線（高宮中央交通）

## 周辺
- 神楽門前湯治村
- 吉田郡山城跡